# Хеннипман, Питер
Питер Хеннипман (англ.  Pieter Hennipman; 12 сентября 1911, Лейден, Южная Голландия, Нидерланды — 4 июля 1994, Амстердам, Нидерланды) — голландский экономист, эмерит профессор экономики Амстердамского университета.

## Биография
Питер родился 12 сентября 1911 года в Лейдене, Нидерланды.
П. Хеннипман в 1929 году закончил 2e государственный бизнес-колледж в Амстердаме. С 1929 года учился на коммерческом факультете Амстердамского университета, в 1932 году защитил степень кандидата (аналог степени бакалавра), а в 1934 году магистерскую степень в Амстердамском университете. В 1940 году он был удостоен докторской степени с отличием по экономике в Амстердамском университете. Научным руководителем докторской диссертации «Экономический мотив и экономический принцип» был профессор Герман Фрижда.
В 1934—1936 годах работал экономистом в банке Twentsche Bank в Амстердаме. В 1936—1938 годах в бюро экономических исследований министерства экономики Нидерландов в Гааге.
Преподавательскую деятельность начал в качестве лектора по экономике в Амстердамском университете в 1938—1945 годах, а 20 ноября 1945 года назначен профессором экономики Амстердамского университета на место своего учителя Г. Фрижда, который погиб в концлагере Освенцим в ноябре 1944 года. Хеннипман проработал в университете до 31 декабря 1973 года, когда вышел в отставку, став эмерит профессором Амстердамского университета.
П. Хеннипман был управляющим редактором в 1946—1973 годах, а с 1973 года входил в члены редколлегии журнала De Economist и журнала «Openbare Financien», был приглашённым профессором экономики в Манчестерском университете в 1953 году, членом Нидерландского института перспективных исследований в 1971—1972 годах, членом совета Ассоциации политэкономии в 1946—1949 годах, членом фонда де Вриса с 1954 года, членом фонда Пирсона с 1959 года.
Питер Хеннипман умер 4 июля 1994 года.
Семья
Питер был женат на южноафриканской поэтессе Элизабет Эйберс, с которой он прожил с 1973 года по 1994 год.

## Память
По инициативе фонда Хеннипмана журнал De Economist учредил премию Хеннипмана, которая вручается раз в два года за лучшую статью в журнале, начиная с 1997 года.

## Вклад в науку
П. Хеннипман отмечает, что теорема невидимой руки относится к позитивной экономической теории, а не к нормативной. Таким образом, теорема является эмпирически опровержимой, а возникающая экономическая неэффективность из-за общественных потерь в связи с монопольной властью, тарифами и внешними эффектами, не должна трактоваться, как рекомендация принимать меры для их устранения. Эффективность по Парето не даёт предписаний относительно экономической политики (распределять излишки или компенсировать потери), а только фиксирует значение системы распределения.

## Награды
За свои достижения в области экономики был удостоен рядом наград:
- 1958 — член Королевской академии наук и искусств Нидерландов,
- 1959 — медаль Пирсона,
- 1960 — рыцарь ордена Нидерландского льва,
- 1971 — почётный доктор (honoris causa) Гентского университета.